# Apene

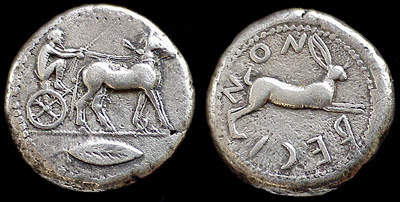
Tetradracma mostrant un carro tirat per mules, típic de la competició apene. Encunyada el 476 aC a Messina.

L'apene era una prova olímpica que consistia en una cursa de carros tirats per mules. Els carros eren una mica diferents dels que competien en la synoris. Tenien rodes més grosses i reforçades i el conductor anava assegut. La prova s'introduí l'any 500 aC, en la 77a Olimpíada i es va ser retirada cinquanta-dos anys més tard a la 84a Olimpíada (444 aC) juntament amb les carreres d'egües al trot (kalpe). Tal com indica Pausànies, aquest tipus de cursa amb mules no era popular, atès que no era gaire vistosa, a més, la mula era un animal considerat maleït pels eleus. Tot i això, a part dels documents escrits hi ha algunes representacions d'aquest tipus de curses en monedes i ceràmica pintada.